# Lövsjön (Ytterlännäs socken, Ångermanland)
Lövsjön är en sjö i Kramfors kommun i Ångermanland och ingår i Ångermanälven-Gådeåns kustområde. Sjön har en area på 1,01 kvadratkilometer och ligger 91 meter över havet. Sjön avvattnas av vattendraget Källarbäcken.

## Delavrinningsområde
Lövsjön ingår i det delavrinningsområde (699135-158794) som SMHI kallar för Utloppet av Lövsjön. Medelhöjden är 153 meter över havet och ytan är 5,33 kvadratkilometer. Räknas de 2 avrinningsområdena uppströms in blir den ackumulerade arean 24,65 kvadratkilometer. Källarbäcken som avvattnar avrinningsområdet har biflödesordning 2, vilket innebär att vattnet flödar genom totalt 2 vattendrag innan det når havet efter 12 kilometer. Avrinningsområdet består mestadels av skog (63 procent). Avrinningsområdet har 1,01 kvadratkilometer vattenytor vilket ger det en sjöprocent på 18,9 procent.